# Вајола (Висконсин)
Вајола (енгл. Viola) град је у америчкој савезној држави Висконсин.

## Демографија
По попису из 2010. године број становника је 699, што је 32 (4,8%) становника више него 2000. године.
| Група             | 2000.       | 2010.       |
| Белци             | 653 (97,9%) | 686 (98,1%) |
| Афроамериканци    | 0 (0,0%)    | 4 (0,6%)    |
| Азијати           | 2 (0,3%)    | 0 (0,0%)    |
| Хиспаноамериканци | 8 (1,2%)    | 4 (0,6%)    |
| Укупно            | 667         | 699         |